# Canlı
Canlı – trzeci koncertowy album grupy Duman.
Album został wydany w 2011 roku przez wytwórnię płytową Pasaj Müzik. Na płycie znalazły się koncertowe nagrania utworów pochodzące głównie z dwóch ostatnich płyt zespołu Duman I i Duman II, oraz akustyczne wersje niektórych z nich. Oprócz autorskich kompozycji Duman na płycie znalazły się także covery piosenek innych wykonawców Sen Yoksun Diye i Kara Toprak.

## Lista utworów

### CD 1
1. Dibine Kadar
2. Sarhoş
3. Yağmurun Sabahında
4. İyi de Bana Ne?
5. Vals
6. Senden Daha Güzel
7. Sevdim Desem
8. Yalan
9. Of
10. Sen Yoksun Diye
11. Tövbe
12. Bu Aşk Beni Yorar
13. Senin Marşın
14. Kümbela
15. Paranoya

### CD 2
1. Dibine Kadar (akustycznie)
2. Sarhoş (akustycznie)
3. Senin Marşın (akustycznie)
4. Sevdim Desem (akustycznie)
5. Elleri Ellerime (akustycznie)
6. İyi de Bana Ne? (akustycznie)
7. Balık (akustycznie)
8. Bu Aşk Beni Yorar (akustycznie)
9. Sen Yoksun Diye (akustycznie)
10. Geçmiş Olsun
11. Haberin Yok Ölüyorum
12. Hayvan
13. Sor Bana Pişman mıyım?
14. Balık
15. Elleri Ellerime
16. Helal Olsun
17. Kara Toprak

## Teledyski
- Helal Olsun (2011)
- İyi De Bana Ne (2012)